# Great Sutton
Great Sutton – wieś w Anglii, w hrabstwie ceremonialnym Cheshire, w dystrykcie (unitary authority) Cheshire West and Chester. Leży 10 km na północ od miasta Chester i 274 km na północny zachód od Londynu.